# Tribunal de Cuentas Europeo
El Tribunal de Cuentas Europeo (TCE) es una institución judicial de la Unión Europea encargada de la fiscalización, auditoría y control de las cuentas de las demás instituciones europeas (administración comunitaria). La institución elabora un informe anual para el Parlamento Europeo y el Consejo de la Unión, que el Parlamento examina antes de aprobar la gestión del presupuesto de la UE por parte de la Comisión Europea.
La regulación esencial del Tribunal de Cuentas Europeo se encuentra en el Tratado de Funcionamiento de la Unión Europea (artículos 285 a 287). Así mismo, el propio Tribunal de Cuentas elabora su reglamento interno, que regulando los detalles de su propio funcionamiento, que lo tiene que aprobar el Consejo de la Unión Europea.
Se creó en 1975 por el Tratado de Bruselas y comenzó a funcionar en 1977. El Tratado de la Unión Europea de 1992 lo elevó al rango de institución de pleno derecho. Su sede está en Luxemburgo.

## Composición

### Miembros
El Tribunal de Cuentas está integrado por un nacional de cada Estado miembro de la Unión Europea, que pertenezcan o hayan pertenecido en sus respectivos Estados a las instituciones de control externo o que estén especialmente calificadas para esta función.
Los miembros del Tribunal de Cuentas, cuyo mandato abarca un período renovable de seis años, son nombrados a propuesta de los Estados miembro, por la mayoría cualificada del Consejo de la Unión, previa consulta al Parlamento Europeo.
El cese de los miembros podrá producirse por la renovación periódica del Tribunal, por fallecimiento, por dimisión voluntaria o por cese forzoso impuesto por el Tribunal de Justicia de la Unión Europea
Finalmente, los miembros del Tribunal de Cuentas gozarán de los mismos privilegios e inmunidades que los jueces que componen el Tribunal de Justicia de la Unión Europea.

### Presidente
Así mismo, los miembros del Tribunal de Cuentas elegirán a uno de ellos para que ocupe la Presidencia del Tribunal de Cuentas, que contará con un mandato renovable de tres años.
En lo referente al cese, los privilegios y las inmunidades del Presidente, habrá de estarse a lo dispuesto para los miembros del Tribunal de Cuentas.

### Independencia
Dadas sus funciones de fiscalización y control, se hace especial hincapié en la independencia de los miembros que componen el Tribunal de Cuentas. Dicha independencia se sostiene, en primer lugar, sobre la inamovilidad de sus integrantes, que sólo podrán ser cesados por causas expresamente tipificadas; y siguiendo criterios de legalidad, nunca de oportunidad política.
Así mismo, los miembros del Tribunal de Cuentas habrán de comprometerse a respetar las obligaciones derivadas de su cargo y, en especial, los deberes de honestidad y discreción en cuanto a la aceptación, una vez terminado su mandato, de determinadas funciones o beneficios.
La independencia se refleja claramente en la prohibición de solicitar o aceptar instrucciones de cualquier otra institución u organismo comunitario, así como de cualquier Estado miembro.
Finalmente, la independencia del Tribunal se asienta sobre las incompatibilidades de sus miembros, que no podrán ejercer ninguna otra actividad profesional, aún cuando no sea retribuida.

## Funciones

### Función fiscalizadora
El Tribunal de Cuentas comprueba la legalidad y regularidad de los ingresos y gastos de la administración pública de la Unión, velando por la buena gestión financiera, término que alude al control basado en criterios de oportunidad política o económica.
Así mismo, se encargará del control de las cuentas de los órganos u organismos creados por las instituciones comunitarias, a menos que el acto constitutivo de tal órgano u organismo excluya expresamente la fiscalización del Tribunal de Cuentas.

### Función consultiva
La función consultiva del Tribunal de Cuentas supone la posibilidad de que la institución exprese sus observaciones acerca de las cuentas de la Unión. Dicha función consultiva puede tomar la forma de informes anuales, informes especiales y dictámenes.
El informe anual se presentará tras el cierre del correspondiente ejercicio, y no sólo se remitirá a las instituciones, sino que también será publicado en el Diario Oficial de la Unión Europea.
Los informes especiales se emitirán cuando el Tribunal de Cuentas estime oportuno realizar observaciones sobre un determinado asunto. Se trata, pues, de un informe adoptado por iniciativa propia.
Finalmente, a iniciativa de otras instituciones comunitarias, el Tribunal de Cuentas podrá emitir dictámenes que contengan las correspondientes apreciaciones acerca de un asunto concreto.